# Heřmanice (okres Náchod)
Obec Heřmanice (německy Hermanitz) se nachází v okrese Náchod, kraj Královéhradecký. Žije zde 425 obyvatel.

## Historie

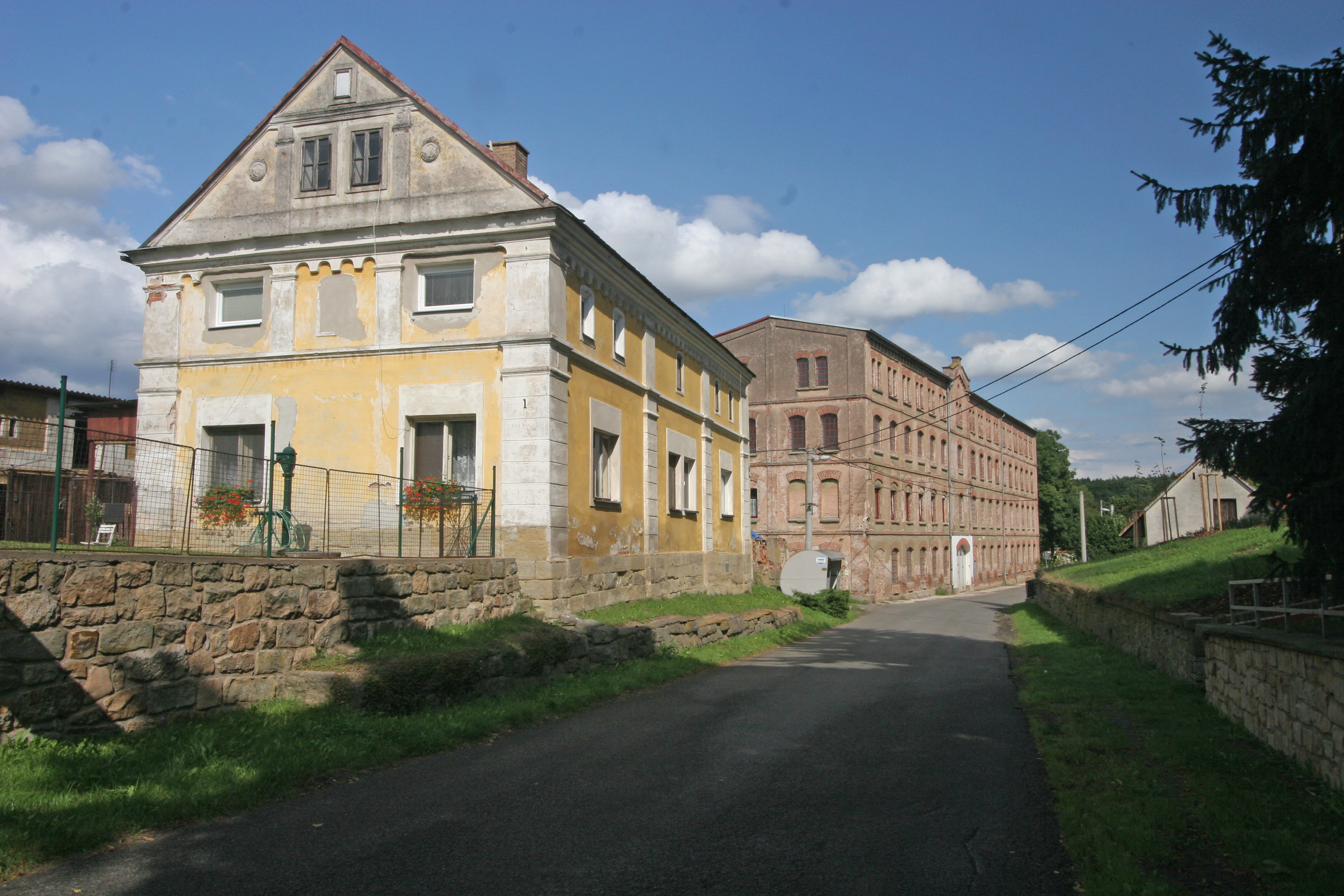
Heřmanický statek čp. 1

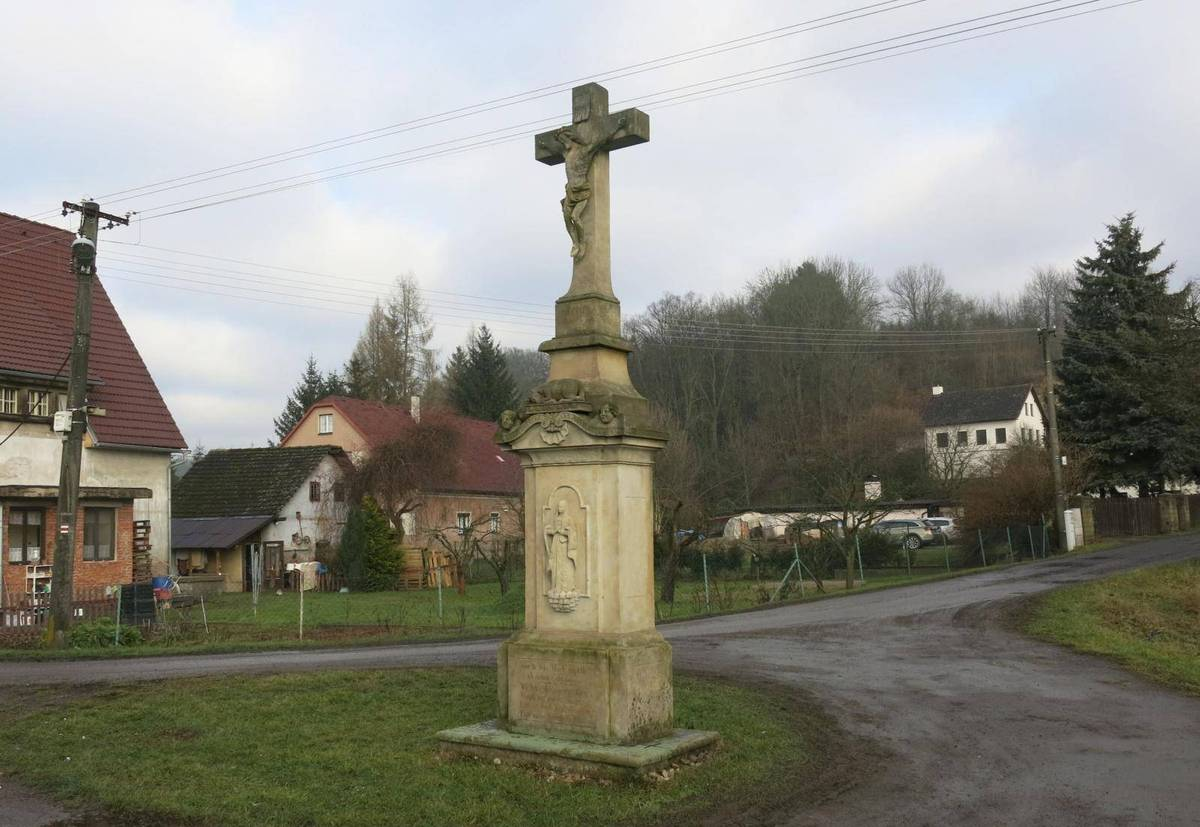
Kříž na rozcestí v Brodu nad Labem

První písemná zmínka o obci pochází z roku 1352, kdy ji vlastnil královéhradecký purkrabí Ruprecht a pravděpodobně již obýval tvrz. Ta několikrát měnila majtele, až ji Jan z Pernštejna roku 1548 prodal jako zpustlou Janovi Hostinskému z Valdštejna, který ji přestavěl a odkázal svému synovci Vilémovi.
Tvrz byla tehdy chodbou spojena s oratoří kostela sv. Magdalény, po jehož severní straně stála, pravděpodobně na místě současného statku čp.1. Albrecht z Valdštejna svůj rodný statek roku 1610 dědictvím postoupil Hannibalovi z Valdštejna, brzy zadlužená tvrz opět změnila majitele, až byla konfiskována královskou komorou, od které ji Albrecht z Valdštejna roku 1628 vykoupil zpět. tvrz zpustla v 18. století, až ji roku 1788 krabčický sedlák Ott začal rozebírat na stavební kámen.  Při stavebních úpravách v obci roku 1835 byly objeveny tři sklepy.
Až do odsunu českých Němců byly Heřmanice česko-německou jazykovou hranicí.

## Pamětihodnosti
- Kostel svaté Maří Magdalény[6] [7]
- Kamenný pamětní kříž se sochou Krista a reliéfem Bolestné Panny Marie v místní části Brod nad Labem[8]
- Smírčí kříž u silnice na Jaroměř

## Osobnosti
- Albrecht z Valdštejna (24. září 1583 heřmanická tvrz – 25. února 1634 Cheb)[9]

## Části obce
- Heřmanice
- Běluň
- Brod
- Slotov